# 北岛三郎
北岛三郎（日语：／ Kitajima Saburō，1936年10月4日—）是日本的演歌歌手、演員、作詞家、作曲家。從「函館の女」開始『女人』系列、「兄弟仁義」等『任俠』系列，有眾多的當紅歌曲。

## 人物像
- 本名是大野穰（おおのみのる），平時都被以愛稱「サブちゃん」稱呼之。除了演唱外，也以「原 讓二」（はら じょうじ）為筆名擔任作詞作曲家，為自己以及北島家族（＊北島事務所旗下的藝人們）的成員等演歌歌手們提供樂曲創作的服務。北島三郎在本身的舞台演出上也會以原讓二的名義擔任腳本及演出一職。

- 出道時是新榮製作（新栄プロダクション）旗下的藝人，之後脫離新榮獨立，創建了北島音樂事務所。

- 目前居住在東京八王子市的豪宅中。宅第內部規畫有三十六間房間，由其家人與內弟子同住。（三十六間房間是為了配合「三郎」的日文諧音）。占地1500坪，總建築費用高達20億元的這間豪宅，不時地會被媒體們拿出來報導。

- 在振興演歌與培育後進上有著莫大的貢獻。與山本讓二、小金澤升司等同事務所、又欽慕北島的演歌歌手們組成了「北島家族」。在家族內部被以「老爹」稱呼。

- 與加山雄三是死黨。

- 毫無酒力，完全無法喝酒。

- 非常愛喝三箭汽水（三ツ矢サイダー）。程度到了在正式登台前不喝就無法好好演出的地步。有一天登台前，他的弟子北山毅無法取得三箭汽水，便倒了其他的汽水給北島喝，喝了之後馬上識破的北島旋即對北山發出怒吼。由此可見其對三箭汽水的喜愛究竟有多深。將汽水中的碳酸去除，也是北島的弟子們的工作之一。

- 是佛所護念会教團的信徒。

- 口頭禪是「美國有爵士、法國有香頌、日本有演歌」。

## 來歷

### 出道之前
出生於北海道上磯郡知内村（現在的知内町），學歷止於北海道函館西高等学校。高中時期北島曾經救了一位溺海的小學生，成為當地的佳話（這件事情被函館新聞（報紙名稱）報導，目前也在函館市的北島三郎紀念館中展示）。
高中時期參加了在函館舉辦的「NHK揚聲歌唱」後，立志要成為歌手。18歲從高中休學，依靠人在東京的親戚前往東京。最初就讀於東京聲專音樂學校（之後的昭和音樂藝術學院，目前已廢校）。但由於立志要成為演歌歌手，便以澀谷為據點，以出道為目標從事著走唱工作。據說當時他走唱的價錢是三首歌一百塊。在這個時期，他也與妻子雅子結了婚（雅子日後成為北島音楽事務所社長，目前則是副社長）。雅子夫人是當初北島寄宿的公寓的房東的女兒。
在出道前一年，即北島二十五歲時，他曾擔任『ゲルピンぽん太ちん太』中的“ぽん太”一角，體驗了漫才舞台。此次登場乃由於他的歌曲師父希望他能藉此培養舞台風度而安排。由於不被客人所喜愛，關於這個角色之後就不再有任何消息了。

### 正式出道
藝名『北島三郎』是由當時的恩師船村徹所號。姓氏的靈感取自於北島三郎的出身地北之島（北海道位於日本北邊），另外三郎則是由於大家耳熟能詳而號之。
1962年在村田英雄（＊同為演歌歌手）的歌曲「王將（王将）」的殺青慶功宴上，他以歌手身分初次登台。北島三郎與村田英雄也在日後東映推出的『兄弟仁義』等任任俠系列電影多次共同演出。由於這樣的緣分，北島三郎之後也一直將村田英雄視為前輩歌手欽慕著。同年六月，他以「ブンガチャ節（碰碰噹啷曲調）」由日本古倫美亞正式出道。然而這張唱片並沒有在市面上流通。這首歌原是在涉谷的風化街流傳的春歌（猥歌），在修改過歌詞後製成唱片，但由於原曲是春歌而在發售一個禮拜後遭到禁播。

### 脫離低潮期
之後，緊急發行的第二張單曲「淚船（なみだ船）」殺青，成為了北島三郎的出世作。
1963年秋天，日本皇冠音樂（日本クラウン）設立的同時他移籍至該公司。在皇冠唱片第一回新譜中，與美空雲雀共同被刊出了名字。另外，他也在這一年初次參加了NHK紅白歌合戰。
1965年，他的歌曲「兄弟仁義」與「函館之女」大賣，確立了他身為演歌歌手的地位。兄弟仁義在之後被東映改編為電影，北島三郎也親自出演。這次同樣獲得廣大迴響，『任俠』演歌因此被系列化、他也成為電影明星大大地活躍著。
1978年以「与作」（NHK『你的旋律』（NHK『あなたのメロディー』で公募））參加了競賽。朗朗上口的歌詞，輕快的語調使得這首歌也快速地竄紅，獲得了大成功。
1980年以後，以腹部強壯為發想，啟用了原讓二這個筆名。開始自創詞曲，參予歌曲演出的情況也變多了。
1985年8月，於飛機內架設舞台，舉行了機上演唱會。像這樣正式的機上演唱會是世界首舉。
1986年12月，與暴力集團的交集曝光，辭退了原本決定出場的第37回NHK紅白歌合戰。（因此中止了23次的連續出場記錄）

### 演歌帝王
1977年9月，發行首張演歌專輯「出逢い」（在這之前都只有單曲發售紀錄）。另外也為北海道壽都町演唱了主題曲「風之羅曼史／辨慶岬」。
1998年，為動畫『丸少爺（おじゃる丸）』演唱了主題曲「詠人」，嘗試挑戰新種類。
「那一天的時代」（あの日時代）在Oricon演歌排行榜上獲得了第一名的最高成績；同時也刷新了該排行榜中的史上最高齡紀錄。
2003年11月29日，被委任為八王子觀光大使。
2006年10月，在70歲大壽的生日派對上宣布，從今以後將以分家的方式讓北島家族中被冠以「長男」之位的山本讓二獨立；並將音樂事務所中社長一職由夫人雅子交棒給長男龍。此舉震驚四座。北島也表明「今後依舊不會改變對山本的支持」。
2010年1月，單曲『夫婦一生』奪得Oricon排行榜第10名。單飛73年三個月後，首次獲得單曲與專輯同樣在排行榜前十名內的排名，成為了此排名中最高齡的紀錄者。
2010年10月，該曲目受日本唱片協會認定為金唱片（總銷售量／網路下載購買量超過10萬張／次），北島成為了唱片協會大賞歷史上最高齡的獲獎者。
2011年，獲得第32回松尾藝能賞大獎。
北島家族中的大江裕憧憬北島，因而以他為目標立志要成為演歌歌手。家族中也有像這樣的故事。

### 數位電視推廣運動
2009年，數位電視放送推廣協會推行「用數位電視讓日本元氣百倍！」的活動開始之際，北島寫了「用數位電視讓日本元氣百倍！音頭」一曲，並親自演唱（作曲時使用的是原讓二的筆名）。這個因緣使得他在翌年6月被日本總務省選為「數位電視化應援隊」的其中一員。北島的任務是在今後透過「元氣百倍！音頭」將類比電視即將停止服務的消息週知於大眾。

## 賽馬
北島擁有許多冠名「北山（キタサン）」開頭的賽馬。在賽馬界中以馬主身分小有名氣（馬主身分則是以「大野商事」為名義登錄）。參加中央賽馬（日本中央競馬会（JRA）主辦的系列賽事）時所穿著的決勝服裝，是他模仿母校函館西高校橄欖球部的夾克做成。
北島曾在日本中央競馬會的禮儀啟發活動中擔任公關。2009年5月於東京競馬場舉辦的第七十六回回東京優駿賽開始前，他在場內獨唱國歌。除了中央賽馬，在地方賽馬中曾獲得楠賞全日本阿拉伯優駿賽冠軍的TribalWhirlwind和北山奧肯也是他的所有馬。（TribalWhirlwind登記在夫人雅子的名下，但北島也是實質上的所有人。）
川崎賽馬場展示有北島寄贈的等比賽馬模型「北桑川崎」。
2015年菊花賞冠軍北部玄駒キタサンブラック（页面存档备份，存于）是北島三郎擁有愛馬首度在中央賽場拿到G1優勝，達成他心中的願望，當時與愛馬一同接受祝賀。之後北部玄駒次年接連攻下中央G1春季天皇賞及日本盃，北島在獲獎後亦有在台上大唱演歌。北部玄駒其後更當選2016年日本中央競馬會年度代表馬。

## NHK紅白歌合戰出場歷
北島三郎第一次出場為第14回（1963年），除了第37回（1986年）未出場，至第64回（2013年）最後一次參加為止共出場50次，為節目史上最多次的參與藝人。
| 年度/放送回   | 回       | 曲目（日语原文/演唱回目）        | 出演順 | 對戰相手（对战回目） | 備考           |
| ------------- | -------- | -------------------------------- | ------ | -------------------- | -------------- |
| 1963年/第14回 | 初       | 吉他仁義（ギター仁義）           | 03/25  | 松山惠子             |                |
| 1964年/第15回 | 2        | 素蘭仁義（ソーラン仁義）         | 01/25  | 朝丘雪路             |                |
| 1965年/第16回 | 3        | 歸去嗎（帰ろかな）               | 24/25  | 淺草姐妹             | 壓軸前(1)      |
| 1966年/第17回 | 4        | 函館的女人（函館の女）           | 07/25  | 富山綠               |                |
| 1967年/第18回 | 5        | 博多的女人（博多の女）           | 21/23  | 都春美               |                |
| 1968年/第19回 | 6        | 薩摩的女人（薩摩の女）           | 13/23  | 江利智惠美           |                |
| 1969年/第20回 | 7        | 加賀的女人（加賀の女）           | 22/23  | 都春美(2)            | 壓軸前(2)      |
| 1970年/第21回 | 8        | 誠                               | 23/24  | 青江三奈             | 壓軸前(3)      |
| 1971年/第22回 | 9        | 北海太鼓                         | 10/25  | 島倉千代子           |                |
| 1972年/第23回 | 10       | 冬之宿（冬の宿）                 | 23/23  | 美空雲雀             | 全場壓軸(1)    |
| 1973年/第24回 | 11       | 歸去嗎（二回目）                 | 22/22  | 島倉千代子(2)        | 全場壓軸(2)    |
| 1974年/第25回 | 12       | 寒流                             | 14/25  | 水前寺清子           |                |
| 1975年/第26回 | 13       | 殘雪（残雪）                         | 22/24  | 都春美(3)            |                |
| 1976年/第27回 | 14       | 步（歩）                         | 22/24  | 青江三奈(2)          |                |
| 1977年/第28回 | 15       | 終點站啊始發站（終着駅は始発駅） | 14/24  | 水前寺清子(2)        |                |
| 1978年/第29回 | 16       | 與作（与作）                       | 19/24  | 小柳留美子           |                |
| 1979年/第30回 | 17       | 與作（二回目）                   | 22/23  | 都春美(4)            | 壓軸前(4)      |
| 1980年/第31回 | 18       | 風雪流浪之旅（風雪ながれ旅）     | 18/23  | 都春美(5)            |                |
| 1981年/第32回 | 19       | 風雪流浪之旅（二回目）           | 22/22  | 森昌子               | 全場壓軸(3)    |
| 1982年/第33回 | 20       | 淚船（なみだ船）                 | 20/22  | 小林幸子             |                |
| 1983年/第34回 | 21       | 漁歌                             | 17/21  | 八代亞紀             |                |
| 1984年/第35回 | 22       | 祭（まつり）                     | 18/20  | 八代亞紀(2)          |                |
| 1985年/第36回 | 23       | 十九歲的祭（十九のまつり）       | 17/20  | 八代亞紀(3)          |                |
| 1986年/第37回 | -        | -                                | -      | -                    | 出場取消       |
| 1987年/第38回 | 24       | 川                               | 18/20  | 石川小百合           |                |
| 1988年/第39回 | 25       | 年輪                             | 21/21  | 小林幸子(2)          | 全場壓軸(4)    |
| 1989年/第40回 | 26       | 夜汽車                           | 20/20  | 石川小百合(2)        | 全場壓軸(5)    |
| 1990年/第41回 | 27       | 山                               | 27/29  | 和田現子             |                |
| 1991年/第42回 | 28       | 北方的大地（北の大地）           | 27/28  | 石川小百合(3)        | 壓軸前(5)      |
| 1992年/第43回 | 29       | 歸去嗎（三回目）                 | 28/28  | 由紀沙織             | 全場壓軸(6)    |
| 1993年/第44回 | 30       | 祭（二回目）                     | 26/26  | 石川小百合(4)        | 全場壓軸(7)    |
| 1994年/第45回 | 31       | 年輪（二回目）                   | 24/25  | 石川小百合(5)        | 壓軸前(6)      |
| 1995年/第46回 | 32       | 谷                               | 23/25  | 石川小百合(6)        |                |
| 1996年/第47回 | 33       | 風雪流浪之旅（三回目）           | 25/25  | 坂本冬美             | 全場壓軸(8)    |
| 1997年/第48回 | 34       | 竹                               | 24/25  | 和田現子(2)          | 壓軸前(7)      |
| 1998年/第49回 | 35       | 根（根っこ）                     | 24/25  | 安室奈美惠           | 壓軸前(8)      |
| 1999年/第50回 | 36       | 祭（三回目）                     | 27/27  | 和田現子(3)          | 全場壓軸(9)    |
| 2000年/第51回 | 37       | 歸去嗎（四回目）                 | 27/28  | 和田現子(4)          | 壓軸前(9)      |
| 2001年/第52回 | 38       | 山（二回目）                     | 27/27  | 和田現子(5)          | 全場壓軸(10)   |
| 2002年/第53回 | 39       | 歸去嗎（五回目）                 | 26/27  | 天童芳美             | 壓軸前(10)     |
| 2003年/第54回 | 40       | 風雪流浪之旅（四回目）           | 28/30  | 石川小百合(7)        |                |
| 2004年/第55回 | 41       | 山巔（峠）                       | 25/28  | 坂本冬美(2)          |                |
| 2005年/第56回 | 42       | 風雪流浪之旅（五回目）           | 28/29  | 中島美嘉             | 壓軸前(11)     |
| 2006年/第57回 | 43       | 祭（四回目）                     | 27/27  | 川中美幸             | 全場壓軸(11)   |
| 2007年/第58回 | 44       | 歸去嗎（六回目）                 | 22/27  | 天童芳美(2)          |                |
| 2008年/第59回 | 45       | 北方的漁場（北の漁場）           | 22/26  | 一青窈               |                |
| 2009年/第60回 | 46       | 祭（五回目）                     | 25/25  | DREAMS COME TRUE     | 全場壓軸(12)   |
| 2010年/第61回 | 47       | 風雪流浪之旅（六回目）           | 20/22  | 石川小百合(8)        |                |
| 2011年/第62回 | 48       | 歸去嗎（七回目）                 | 20/22  | 天童芳美(3)          | 壓軸前(12)     |
| 2012年/第63回 | 49       | 風雪流浪之旅（七回目）           | 24/25  | 石川小百合(9)        | 壓軸前(13)     |
| 2013年/第64回 | 50       | 祭（六回目）                     | 26/26  | ---                  | 終極壓軸（特） |
| 2018年/第69回 | 特別演出 | 祭                               |        |                      | 五年來回歸演出 |

## 外部連結
- 事務所の公式ページ（页面存档备份，存于）（日文）
- 日本クラウンのページ（页面存档备份，存于）（日文）
- 北島三郎記念館（日文）
- 地デジで元気！音頭｜〜デジタル化完全移行カウントダウンキャンペーン〜 日本全国地デジで元気！（日文）